# Leo Cushley
Leo William Cushley (Airdrie, 18 juni 1961) is een Brits geestelijke van de Rooms-Katholieke Kerk.
Cushley werd op 7 juli 1985 tot priester gewijd. Hij studeerde aan de Pauselijke Universiteit Gregoriana in Rome, waar hij in 1997 promoveerde. Daarna was hij tot 2013 werkzaam bij de Romeinse Curie in diverse functies, laatstelijk als hoofd van de  Engelstalige afdeling van het staatssecretariaat van de Heilige Stoel.
Cushley werd op 24 juli 2013 benoemd tot aartsbisschop van Saint Andrews en Edinburgh, als opvolger van Keith O'Brien die op 18 februari 2013, nadat hij was beschuldigd van ongepast seksueel gedrag, met emeritaat was gegaan. Zijn bisschopswijding vond plaats op 21 september 2013.